# Liste des sigles de l'AAR débutant par Q
Pour un article plus général, voir Sigle de l'AAR.

## Q
- QAP  - Quanah, Acme and Pacific Railway
- QC   - Quebec Central Railway
- QCCX - Quantum Chemical Corporation
- QGRY - Quebec Gatineau Railway/Chemins de fer Québec-Gatineau
- QOCX - GE Rail Services
- QOHX - Quaker Oats Company
- QOTX - Quaker Oats Company (Chemicals Division)
- QRR  - Quincy Railroad
- QSMX - Quaker State Oil Refining Corporation
- QTTX - TTX Corporation